# Clayhatchee
Clayhatchee és una població dels Estats Units a l'estat d'Alabama. Segons el cens del 2000 tenia 501 habitants.

## Demografia
Segons el cens del 2000, Clayhatchee tenia 501 habitants, 222 habitatges, i 152 famílies. La densitat de població era de 71,1 habitants/km².
Dels 222 habitatges en un 23% hi vivien nens de menys de 18 anys, en un 51,4% hi vivien parelles casades, en un 11,7% dones solteres, i en un 31,1% no eren unitats familiars. En el 29,7% dels habitatges hi vivien persones soles el 12,6% de les quals corresponia a persones de 65 anys o més que vivien soles. El nombre mitjà de persones vivint en cada habitatge era de 2,26 i el nombre mitjà de persones que vivien en cada família era de 2,75.
Per edats la població es repartia de la següent manera: un 21% tenia menys de 18 anys, un 8,4% entre 18 i 24, un 24,2% entre 25 i 44, un 29,7% de 45 a 60 i un 16,8% 65 anys o més.
L'edat mediana era de 42 anys. Per cada 100 dones hi havia 98 homes. Per cada 100 dones de 18 o més anys hi havia 101 homes.
La renda mediana per habitatge era de 30.156 $ i la renda mediana per família de 34.821 $. Els homes tenien una renda mediana de 26.354 $ mentre que les dones 21.250 $. La renda per capita de la població era de 17.959 $. Aproximadament el 15,6% de les famílies i el 20% de la població estaven per davall del llindar de pobresa.

## Poblacions més properes
El següent diagrama mostra les poblacions més properes.